# Eduard Gushchin
Pour les articles homonymes, voir Gouchtchine.
Eduard Gushchin  (en russe : Эдуард Викторович Гущин, Edouard Viktorovitch Gouchtchine), né le 27 juillet 1940 à Motyguino dans le kraï de Krasnoïarsk et mort le 14 mars 2011 à Moscou, est un athlète soviétique spécialiste du lancer du poids.
Aux Jeux olympiques d'été de 1968 à Mexico, il remporte la médaille de bronze derrière les Américains Randy Matson et George Woods, et devient le premier athlète russe à franchir la limite des 20 mètres au lancer du poids (20,09 m). Son record personnel de 20,28 m est établi lors de cette même saison.
Il meurt le 14 mars 2011, à 70 ans.

## Palmarès
| Date | Compétition                    | Lieu    | Résultat | Performance |
| ---- | ------------------------------ | ------- | -------- | ----------- |
| 1967 | Jeux européens en salle        | Prague  | 2e       | 18,95 m     |
| 1968 | Jeux européens en salle        | Madrid  | 8e       | 18,00 m     |
| 1968 | Jeux olympiques                | Mexico  | 3e       | 20,09 m     |
| 1969 | Championnats d'Europe          | Athènes | 6e       | 18,91 m     |
| 1970 | Championnats d'Europe en salle | Vienne  | 5e       | 18,39 m     |